# Golkonda
Golkonda (telugu గోల్కొండ, Golla Konda, în română „dealul ciobanului” , Gōlkoṇḍa, de asemenea, Golconda sau Golkanda) este o fortăreață antică și oraș ruinat la vest de Hyderabad în statul Telangana, India. Din 1512 până în 1687 a fost capitala Sultanatului cu același nume.

## Geografie
Golkonda se află la o altitudine de 532 m deasupra nivelului mării, pe un deal format din roci de granit, la aproape 15 km la vest de megaorașul Hyderabad.

## Istoric
O primă fortificație în Golkonda (nume vechi Mankal) a fost probabil construită dintr-un fel de chirpici, pământ batut amestecat cu pietre, de către dinastia Kakatiya, importantă la nivel regional (1163-1323); în 1364 a căzut în mâinile Sultanatului Bahmani (1347–1527). Guvernatorul Quli Qutb Mulk, care a fost trimis aici, s-a desprins de structura statală prăbușită a Sultanatului Bahmani în jurul anului 1512 (oficial din 1538) și a fondat dinastia Qutb Shahi și Sultanatul Golkonda, care se întindea până în Golful Bengal.
Golkonda era aproape de granița de vest cu sultanatul Bidar și a fost transformat într-un oraș fortăreață puternic de sultanii ce au urmat. Din jurul anului 1590, capitala sultanatului a fost mutată din Golkonda în nou-înființatul Hyderabad; Golkonda a rămas o fortăreață. În 1687, marele Mughal Aurangzeb (care a domnit între 1658–1707) a cucerit regiunea și a încorporat-o ca provincie (Subah) în Imperiul Mughal.
Sub britanici, statul princiar Hyderabad, fondat în 1724 cu sprijinul lui Marathas, a rămas în mare parte autonom; în fruntea lui stătea Nizam. Statul Hyderabad a fost divizat în 1956, iar Golkonda a fost adăugat statului Andhra Pradesh. În 2014, Golkonda s-a alăturat statului nou format Telangana.

## Locuri și monumente

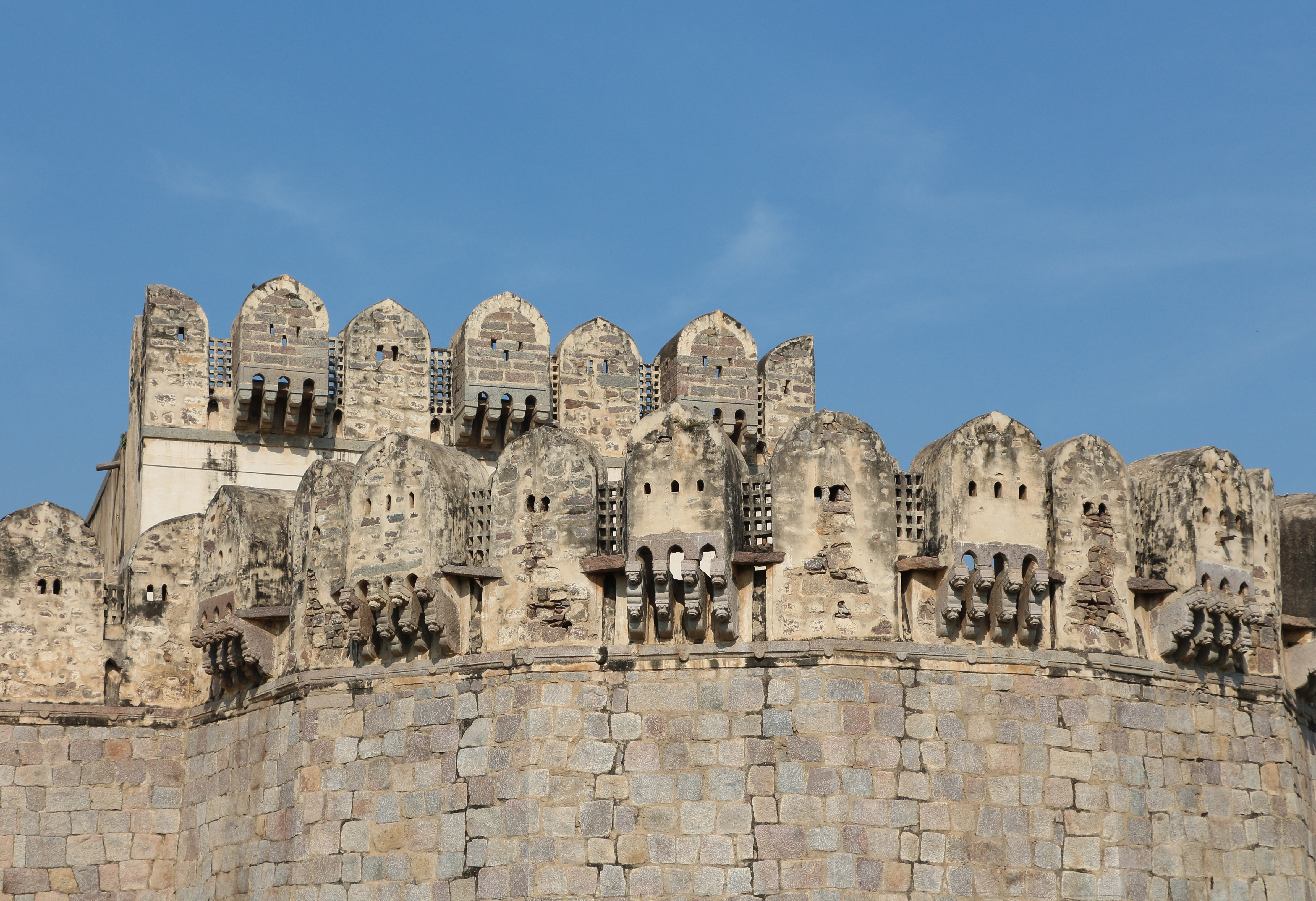
Zidurile fortului
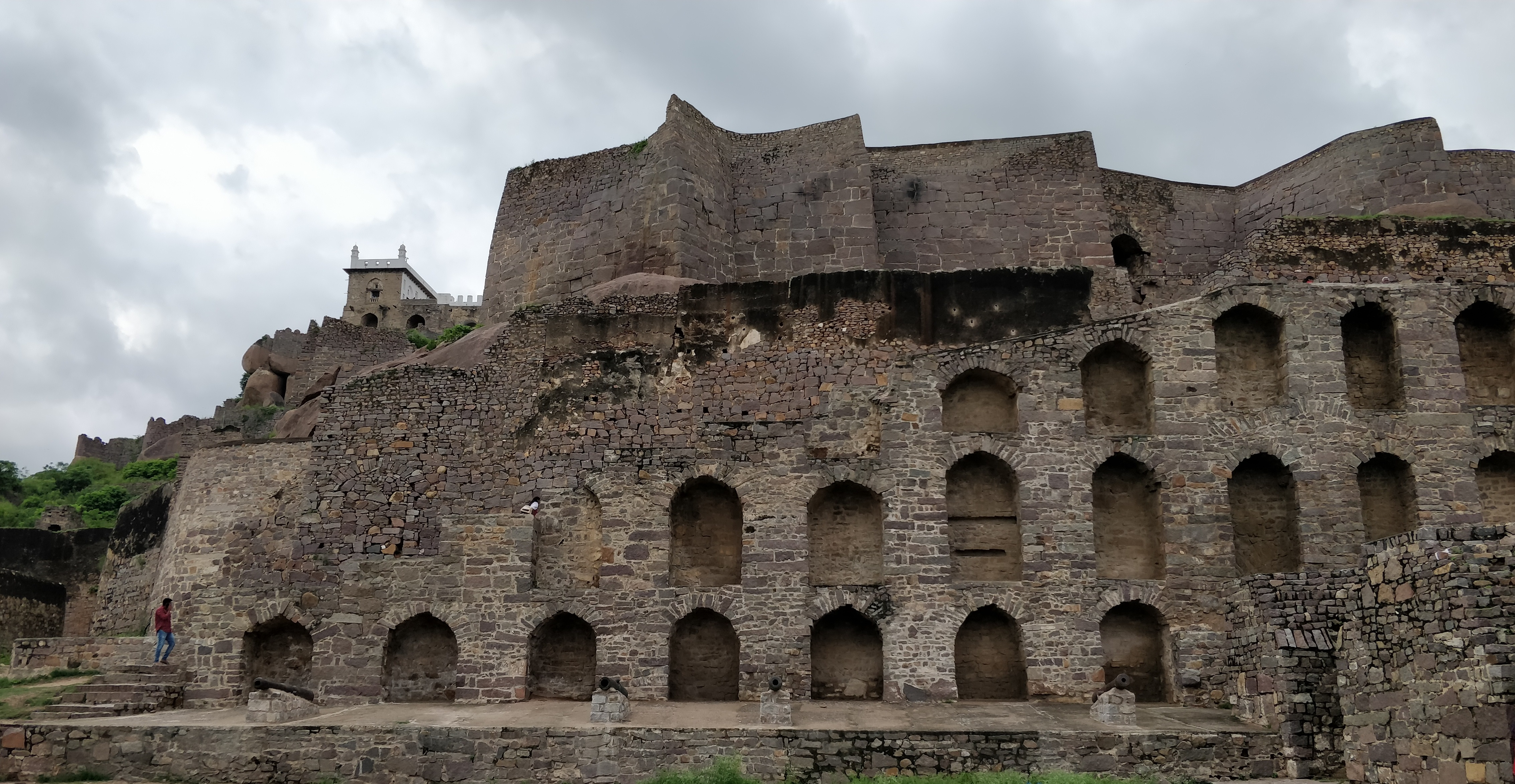
Ruinele fortului
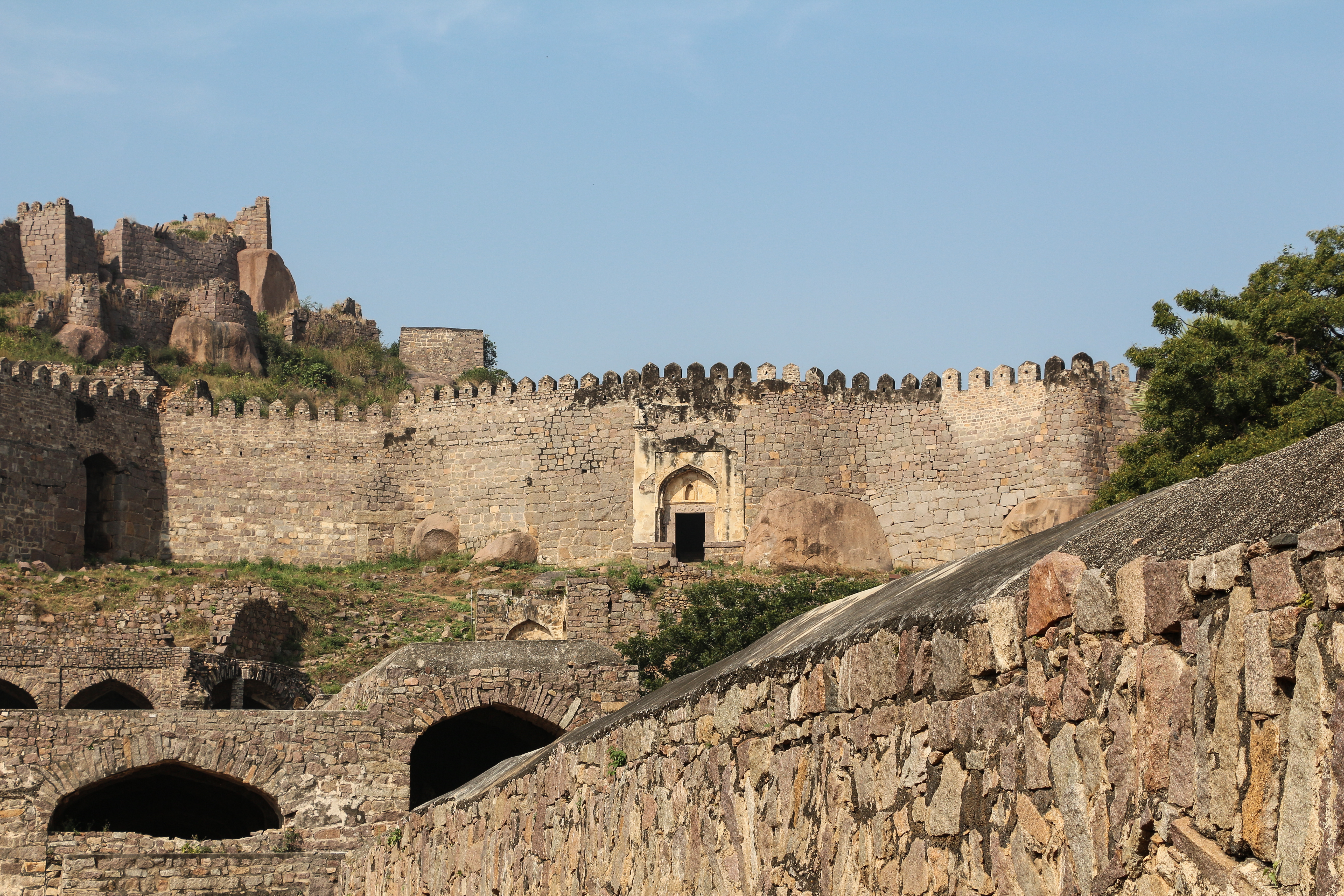
Porți
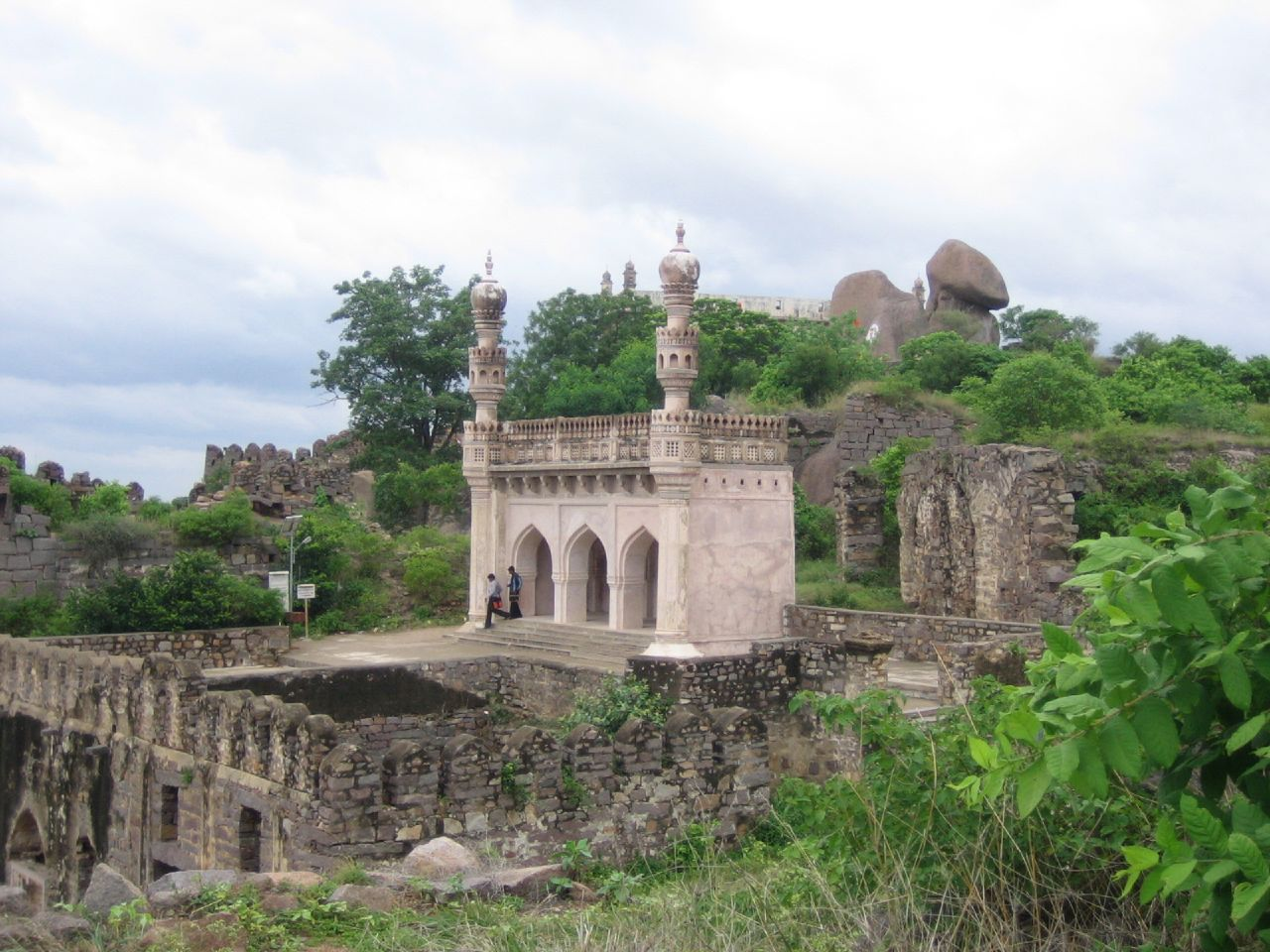
Moschee în fort
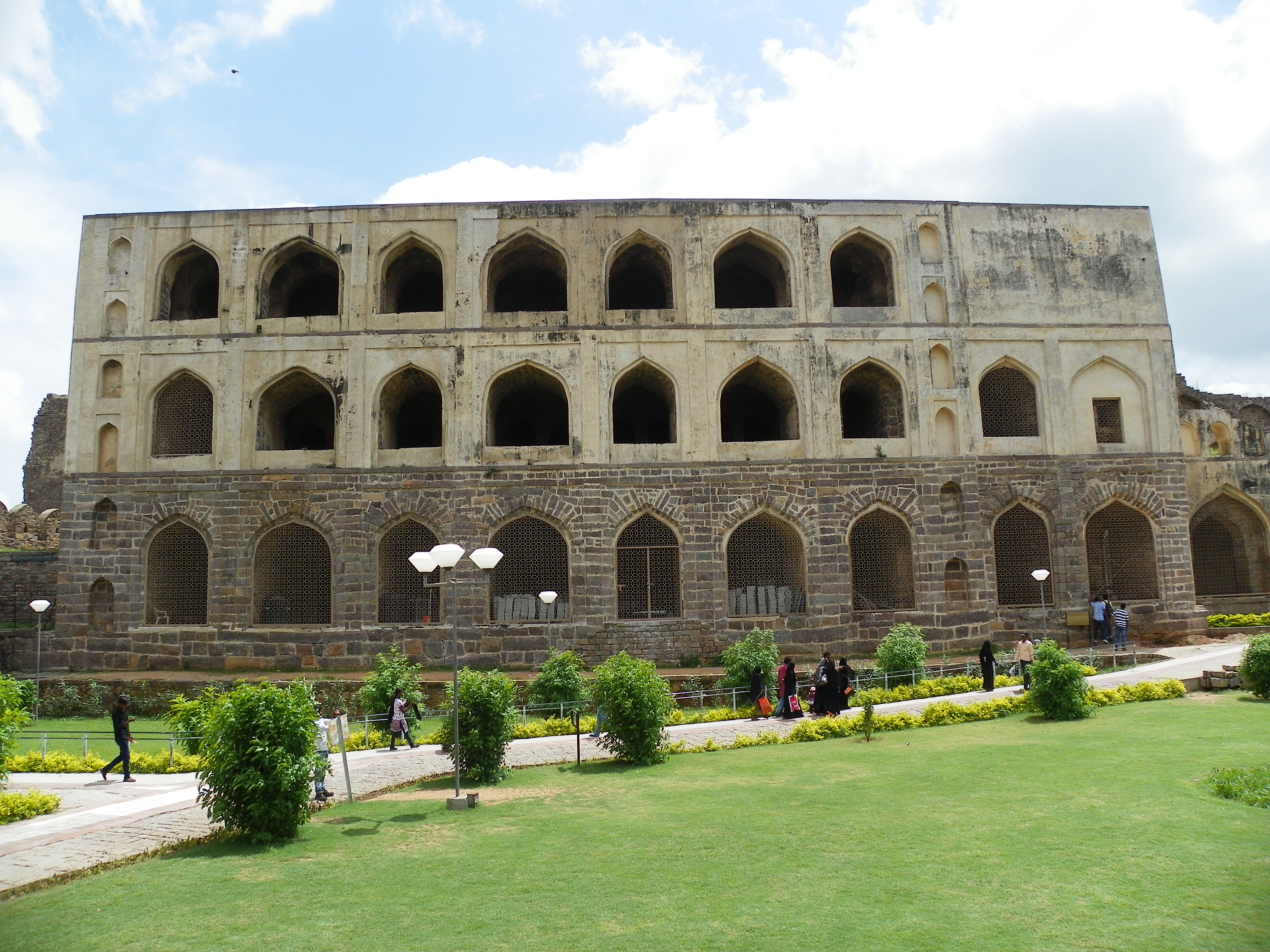
Depozitul de arme Aslah-Khana
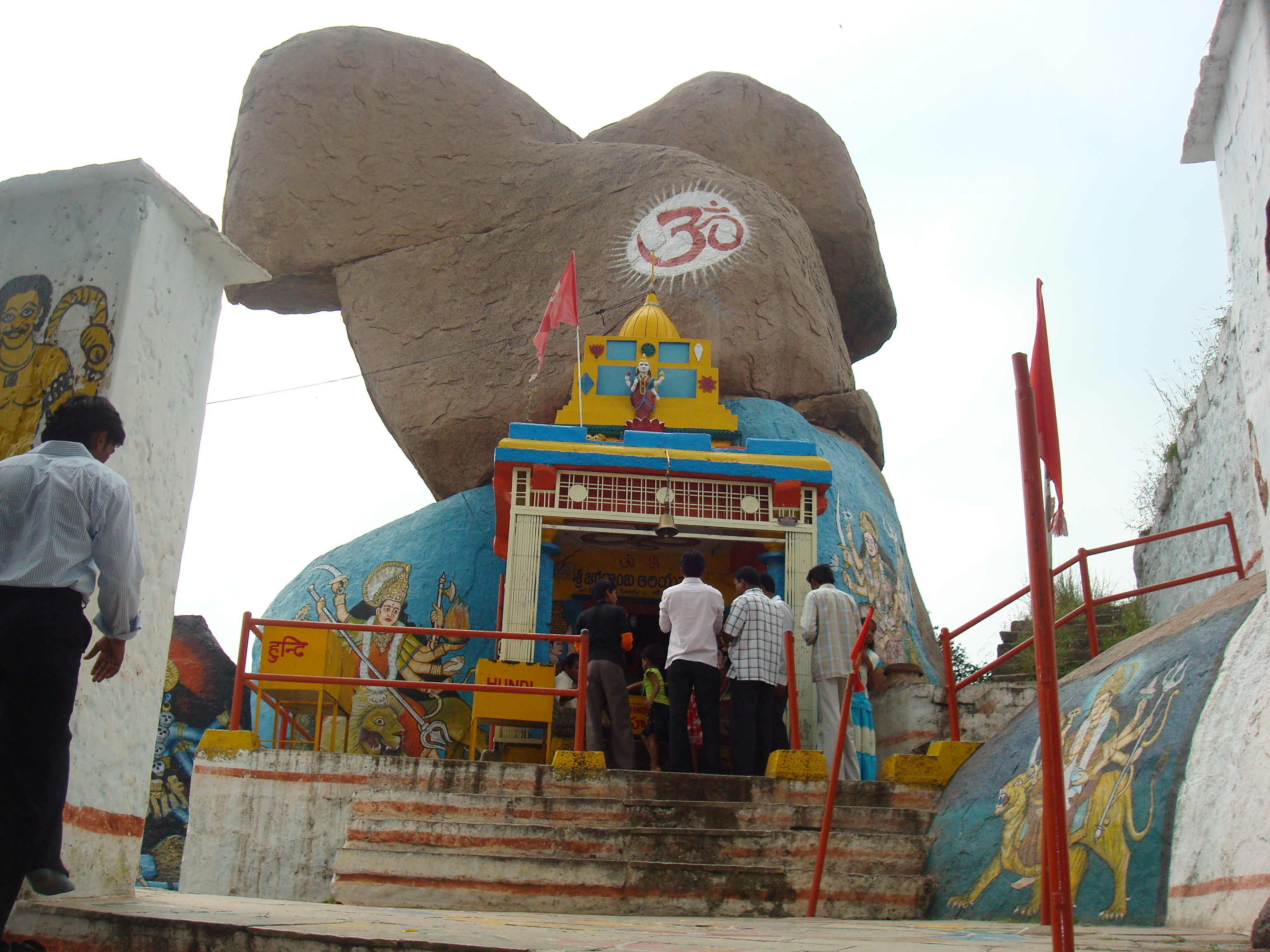
Templu sub formațiune de stâncă în fortul Golconda